# Gscheidle-Marke
Als Gscheidle-Marke wird eine nichtamtliche Briefmarke der Deutschen Bundespost von 1980 bezeichnet, von der nur wenige Exemplare in Umlauf kamen und die daher international zu den wertvollsten und begehrtesten Marken zählt. Sie ist benannt nach dem damaligen Postminister Kurt Gscheidle beziehungsweise  nach dessen Ehefrau, die die Marken irrtümlich zur Frankatur verwendet hatte.

## Hintergrund
Die Gscheidle-Marke sollte von der Deutschen Bundespost am 10. April 1980 aus Anlass der Olympischen Spiele von Moskau herausgegeben werden, wurde wegen des bundesdeutschen Boykotts der Spiele jedoch vorher zurückgezogen. Die Marke wurde nie amtliche Briefmarke, die bereits fertiggestellte Produktion wurde amtlich vernichtet. Einige Marken aus den drei Bögen, die dem damaligen Postminister Gscheidle zugeleitet worden waren, kamen durch einen Irrtum von Gscheidles Ehefrau Elisabeth dennoch in Umlauf. In den Jahren 1982 und 1983 verwendeten sie und ihr Sohn mindestens 24 Exemplare, die Elisabeth Gscheidle im Schreibtisch ihres aus dem Dienst geschiedenen Mannes gefunden und für amtliche Briefmarken gehalten hatte, um private Post zu frankieren (sog. Gscheidle-Irrtum). Unter Philatelisten wurden diese Marken bald zu Höchstpreisen gehandelt. Sie zählen zu den wertvollsten deutschen Briefmarken nach 1945. Bei der 102. Versteigerung von Joachim Erhardt vom Württembergischen Auktionshaus in Stuttgart am 25. und 26. April 2008 wurde ein Exemplar auf einem Ganzstück, einem Brief, für 82.000 EUR versteigert. Dasselbe Auktionshaus hatte unter Joachim Erhardt bei der 100. Auktion bereits diesen Brief mit dieser Marke für 67.000 EUR versteigert. Außerdem wurde berichtet, dass eine Postkarte mit dieser Marke 2008 für 85.000 EUR versteigert wurde. Es ist nicht auszuschließen, dass es sich um ein und dieselbe Marke handelt, da die Zuschläge (82.000 EUR und 85.000 EUR) ähnlich hoch sind und die Begriffe „Brief“ und „Postkarte“ mitunter verwechselt wurden. Eine Gscheidle-Marke wurde im Oktober 2010 für 26.000 Euro in Düsseldorf versteigert.  Eine der Marken auf Ganzsache wurde im Mai 2013 im Schweizer Auktionshaus Rapp für 53.680 Schweizer Franken (umgerechnet 43.000 Euro) versteigert.

## Aussehen der Marke
Das Motiv der Zuschlagmarke „Für den Sport“ zu 60 Pfennig plus 30 Pfennig Zuschlag zu Gunsten der Sporthilfe ist eine wehende olympische Flagge (Michel-Katalog-Nr. XIII). Der Zähnungsgrad ist 14.

## Amtliche Mitteilung
„Druckstück ‚Olympiafahne 1980‘

Für den 10.4.1980 war die Herausgabe des (…) Druckstücks ‚Für den Sport‘ zu 60+30 Pf mit einer Darstellung der olympischen Fahne vorgesehen; wegen des Boykotts der olympischen Sommerspiele 1980 wurde jedoch darauf verzichtet. Das Druckstück ist somit kein Postwertzeichen im Sinne des Gesetzes.

Inzwischen sind mehrere gestempelte Druckstücke ‚Olympiafahne 1980‘ auf dem philatelistischen Markt aufgetaucht und gehandelt worden. Das Eigentum der Deutschen Bundespost besteht an sämtlichen Druckstücken weiter. Bei den bisher gehandelten – gestempelten – Exemplaren wurde das Eigentum nicht geltend gemacht. Bei künftig angebotenen Druckstücken ‚Olympiafahne 1980‘ wird die Deutsche Bundespost alle notwendigen Maßnahmen zur Wiedererlangung ihres Eigentums ergreifen.“

## Bekannte Exemplare
Bisher sind 24 Exemplare der Marke bekannt. 20 davon sind lose oder auf Briefstücken erhalten, drei befinden sich noch auf Briefen, und es gibt eine Gewinnspielpostkarte, auf der Frau Gscheidle als Absenderin erkennbar ist.

## Trivia
Die Folge Abgestempelt der Krimiserie SOKO Stuttgart nimmt Bezug auf die Gscheidle-Marken. Auch in der Krimiserie Der Bulle von Tölz, Folge Der Zauberer im Brunnen, kommt diese Briefmarke in der Handlung vor.